# La gallina de los huevos de oro
La gallina de los huevos de oro est une bande dessinée espagnole illustrée par Francisco Ibáñez, appartenant à la franchise Mortadel et Filémon, éditée en 1976.

## Synopsis
Le Pr Bacterio nourrit sa poule Sarita pour lui faire pondre des œufs d'or. L'expérience fonctionne, mais Sarita s'échappe. Mortadel et Filémon ont pour mission de la retrouver avant que quelqu'un d'autre ne découvre le talent caché de cette poule. Après que les agents aient capturé Sarita, le Pr s'aperçoit qu'il avait simplement fait ingurgiter à sa poule de la peinture dorée donnant ainsi cette couleur à ses œufs.

## Adaptation
La bande dessinée est adaptée intégralement dans l'épisode de la série télévisée homonyme sous le titre Le Poulet aux œufs d'or.